# ملیکجه
ملیکجه یا ملیکجا یا ملکچه یا مِلچ یا ملچا (انگلیسی: Mleccha) در هندوئیسم به بربرها یا «افرادی که زبانشان قابل فهم نیست» اشاره دارد.

## در هند
«ملیکجه» یا «ملچا» در ابتدا برای نشان دادن سخنان نادرست و نامفهوم خارجی‌ها استفاده می‌شد و سپس به رفتارهای ناآشنا آنها تعمیم داده شد و همچنین به عنوان یک اصطلاح تحقیرآمیز در معنای «ناپاک»، «بی‌ادب» ویا مردم «حقیر» استفاده می‌شد. کلمه ملیکجه/ملچا معمولاً برای «بربرهای خارجی از هر نژاد یا رنگ» استفاده می‌شد. کسانی که گفتارشان بیگانه بوده است، این به معنای «گفتن ناواضح یا وحشیانه» بوده است، به معنای «ناشناخته صحبت کردن». کلمه ملیکجه/ملچا به عنوان راهی بود برای هندوهای باستان، تا کسانی را که از «نظام ارزش سنتی» پیروی نمی‌کردند طبقه‌بندی کنند. به‌طور خلاصه، در مجموع، ایدهٔ کلی بدین شکل بود که ملیکجه‌ها افرادی بودند که براساس و برطبق آنچه از لحاظ فرهنگی می‌بایست و مورد قبول بود، عمل و رفتار نمی‌کردند.

## در چین
در تعریف کلمه ملیکجه از سانسکریت، این کلمه در درک آسیای شرقی عمدتاً به سمت مردم غرب هند معطوف بود. محقق پادشاهی شیلا (کره ای) دالیون 遁倫 تفسیری بر یوگاکارابهومی به زبان چینی (Yugaron gi 瑜伽論記) بر اساس مطالب کویجی Kuiji 窺基 (۶۳۲–۶۸۲)، که یکی از شاگردان هیون تسیانگ بود، نوشت. دالیون بر اساس آنچه کویجی نوشته است توضیح زیر را ارائه می‌دهد:
بر اساس آنچه در مورد آداب و رسوم غرب توضیح داده شد، تنها پنج منطقه هندوستان کشور میانه و بقیه مناطق مرزی هستند. فقط در هند میانه است که بودادارما در آنجا منتقل شد و به آن کشور میانه می‌گویند، در حالی که بقیه مناطق مرزی نامیده می‌شوند. جینگ گونگ همچنین بیان می‌کند که ملیکجه به معنای لذت بردن از کثیفی است.
ملچای غرب از داسیو (Chn. daxu 達須) شرق متمایز بود. دالیون با استناد به شینتای Shentai 神泰 (شاگرد دیگر هیون تسیانگ) چنین می‌نویسد:
در خارج از چهار منطقه هند [که هند میانه نیستند]، زمانی که بودا در جهان حضور داشت، بودا یا چهار مجلس [تمرین‌کنندگان بودایی] وجود نداشت، نه انصراف یا سیر و سلوک، بلکه تشخیص وجود داشت، مانند کشور تانگ و غیره، که به آن کشورهای «داسیو» dasyu می‌گویند.
جفری کوتیک می‌نویسد: از این نظر، چین و دولت‌های تابعه مانند شیلا در مقایسه با ملچاهایی غیرقابل اصلاح، از نظر رفتار شخصی و اخلاقی دارای نقصان کمتری هستند. چنین طبقه‌بندی قومیتی مانند این به کسانی که در چین بودند اجازه داد توضیح دهند که چرا بودادارما و یک شیوه اخلاقی برتر توانسته است به سمت شرق گسترش یابد، اما نه چندان دور به سمت غرب. به این ترتیب، کلمه ملچای به افرادی اشاره می‌کند که عمدتاً در غرب با بودادارما آشنا نیستند، که شامل ایرانی‌ها و ترک‌ها می‌شد. نقل قول شینتای همچنین به صراحت بیان می‌کند که «یی، دی، رونگ، و کیانگ ملچا نامیده می‌شوند.» اینها اسامی قبایل باستانی غیر چینی بودند. به این ترتیب، نویسندگان در چین سعی کردند خود را به عنوان مردم یک سرزمین مرزی، اما با پتانسیل پخته برای آموزه‌های بودا، قرار دهند، در حالی که قبایل خارجی سنتی (طبق دیدگاه چینی) ملچا بودند و بنابراین قادر به پذیرش بودادارما نبودند. در این دسته‌بندی قومیت‌ها ظاهراً مبلغان بودایی اولیه پارتی به چین فراموش شده بود.

## ملکچه در کوماری کاندام
"کاندا پورانام", کوماری کندم را به عنوان سرزمینی که برهمن‌ها در آن زندگی می‌کردند، جایی که شیوا پرستش می‌شد و وداها خوانده می‌شد، توصیف می‌کند و بقیه پادشاهی‌ها را به عنوان قلمرو ملکچه‌ها توصیف می‌کند.